# Hop (2011)
Hop is een Amerikaanse live-action computeranimatie filmkomedie uit 2011, geregisseerd door Tim Hill. De film is geproduceerd door Illumination Entertainment en gedistribueerd door Universal Pictures.

## Verhaal
Op Paaseiland wil de paashaas met pensioen gaan, zodat zijn zoon E.B. de rol van paashaas kan overnemen zoals dat al 400 jaar gaat in de familie. E.B. denkt daar zelf heel anders over, want hij wil liever een rockartiest worden. Als E.B. vlucht naar Hollywood, ontmoet hij daar Fred, bij wie hij kan logeren. Daar kan E.B. werken aan zijn droom. Dat leidt tot een auditie voor een show van David Hasselhoff. Ondertussen zijn drie bewakers van zijn vader op zoek naar hem, om zo een staatsgreep in de chocoladeproductie te voorkomen.

## Rolverdeling
| Personage           | Acteur            | Nederlandse stem     |
| ------------------- | ----------------- | -------------------- |
| E.B. (Easter Bunny) | Russell Brand     | Johnny de Mol        |
| Fred O'Hare         | James Marsden     | Robert de Hoog       |
| Sam O'Hare          | Kaley Cuoco       |                      |
| Carlos & Phil       | Hank Azaria       |                      |
| Henry O'Hare        | Gary Cole         |                      |
| Bonnie O'Hare       | Elizabeth Perkins | Caroline ter Bruijn  |
| Vader van E.B.      | Hugh Laurie       |                      |
| Alex O'Hare         | Tiffany Espensen  |                      |
| David Hasselhoff    | David Hasselhoff  |                      |
| Mevr. Beck          | Chelsea Handler   |                      |
| Jonge E.B.          | Django Marsh      | Kim Lian van de Meij |